# Dasypogon melanopterus
Dasypogon melanopterus là một loài ruồi trong họ Asilidae. Dasypogon melanopterus được Loew miêu tả năm 1869. Loài này phân bố ở vùng Cổ Bắc giới.